# (500441) 2012 TM170
(500441) 2012 TM170 es un asteroide perteneciente al cinturón de asteroides, descubierto el 21 de agosto de 2006 por el equipo del Spacewatch desde el Observatorio Nacional de Kitt Peak, Arizona, Estados Unidos.

## Designación y nombre
Designado provisionalmente como 2012 TM170.

## Características orbitales
2012 TM170 está situado a una distancia media del Sol de 3,145 ua, pudiendo alejarse hasta 3,634 ua y acercarse hasta 2,655 ua. Su excentricidad es 0,155 y la inclinación orbital 0,436 grados. Emplea 2037,33 días en completar una órbita alrededor del Sol.
Los próximos acercamientos a la órbita de Júpiter se producirán el 3 de marzo de 2098, el 9 de julio de 2108 y el 10 de noviembre de 2118, entre otros.

## Características físicas
La magnitud absoluta de 2012 TM170 es 16,7.